# ذو حدين

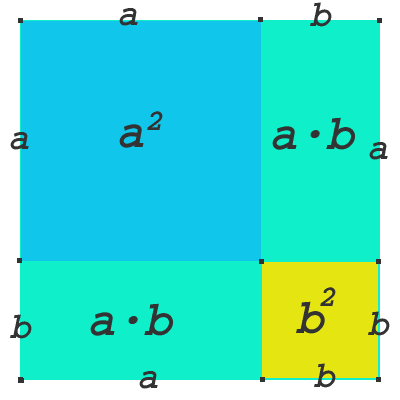

ذو الحدين أو ذو الاسمين (ج. ذوات الاسمين) هو المقدار المركب وهو ما يعبر عنه باسمين كخمسة وجذر ثمانية كما عرفه ابن منظور. أو ما لا يمكن أن ينطق به بلفظ واحد، مثل قولك جذر عشرين وجذر عشرة معا أو جذر العشرين إلا جذر عشرة بعبارة الخوارزمي.

## تقسيم
الخطوط المركبة على ستة أقسام، لأن كلا من قسميها إما أصم أو أحدهما، والآخر المنطق سواء كان المنطق أكبر من الأصم أو أصغر، إذ لا يجوز تساويهما وإلا لما وقع التركيب وكل واحد من هذه الأقسام الثلاثة على وجهين لأنه إما أن يكون مربع الخط الأطول زائدا على مربع الخط الأصغر بمربع يكون ضلعه أي جذره مشاركا في الطول للقسم الأطول، أو مباينا له، والمشاركة أفضل من المباينة والمنطق من الأصم، والمنطق الأطول من المنطق الأصغر.
فالقسم الأول وهو الجامع لجميع وجوه الفضل يسمى ذا الاسمين الأول وهو كل خط مركب من منطق أطول وأصم أصغر ويزيد مربع الأطول على مربع الأصغر بمربع يشارك ضلعه الأطول مثل ثلاثة وجذر خمسة وأربعة وجذر اثني عشر.
والقسم الثاني وهو الذي يليه في القوة بأن يكون المنطق أصغر والأصم أطول والمشاركة على ما ذكرنا يسمى ذا الاسمين الثاني مثل ست وجذر ثمانية وأربعين.
والقسم الثالث وهو الذي يلي هذا في القوة بأن يكون الخطان جميعا أصمين والمشاركة باقية يسمى ذا الاسمين الثالث مثل جذر ستة وجذر ثمانية. والقسم الرابع وهو ما كان منطقه أطول من الأصم مع عدم بقاء المشاركة المذكورة بأن يكون مربع الأطول يزيد على مربع الأصغر بمربع يباين ضلعه الخط الأطول مثل ثلاثة وجذر سبعة يسمى بذي الاسمين الرابع.
والقسم الخامس وهو ما كان أصمه أطول من المنطق مع عدم المشاركة المذكورة مثل ثلاثة وجذر عشرة يسمى بذي الاسمين الخامس.
والقسم السادس وهو ما كان القسمان فيه أصمين مع عدم بقاء المشاركة المذكورة يسمى بذي الاسمين السادس مثل جذر خمسة وجذر ستة.
وجذر ذي الاسمين الأول يسمى ذي الاسمين المرسل، وجذر ذي الاسمين الثاني يسمى ذا المتوسطين الأول وجذر ذا الاسمين الثالث يسمى ذا المتوسطين الثاني، وجذر ذي الاسمين الرابع يسمى بالأعظم وجذر ذي الاسمين الخامس يسمى بالقوي على منطق ومتوسط وجذر ذي الاسمين السادس يسمى بالقوي على المتوسطين.
وكلا من ذوات الاسمين الستة متى ضرب في مثله كان الحاصل ذا الاسمين الأول، وإذا ضرب من عدد صحيح أو كسر أو مختلط فإن الحاصل في ذلك هو ذو الاسمين في جذر الأول، ومرتبته كمرتبته، أي إن كان في المرتبة الأولى فالحاصل كذلك، وإن كان فيما بعدها من المراتب فكذلك الحاصل، وإنما كان كذلك لأنه يصير مشاركا له، والمشارك للشيء في حده ومرتبته.